# Штеттен (Пфальц)
Штеттен (нем. Stetten) — община в Германии, в земле Рейнланд-Пфальц.
Входит в состав района Доннерсберг. Подчиняется управлению Кирхгаймболанден. Население составляет 644 человека (на 31 декабря 2010 года). Занимает площадь 6,54 км².